# Кріс Ван Дусен
Кріс Ван Дусен (англ. Chris Van Dusen) — американський телепродюсер і сценарист. Він є творцем і виконавчим продюсером телевізійного серіалу «Бріджертони», а також був шоураннером першого і другого сезонів.
Ван Дусен закінчив Університет Південної Каліфорнії, і починаючи з 2004 році працював в Голлівуді. Декілька років він був помічником сценариста Шонди Раймс, але потім працював самостійно. Він став автором сценарію для декількох епізодів «Анатомії Грей», після чого продовжив співпрацю з Раймс у спінофі «Анатомії Грей» серіалі «Приватна практика» та декількох інших. Він також був одним з продюсерів політичного серіалу «Скандал».